# 丹麥LGBT權益
丹麦性少数者的社会和生活保障相當完善。1989年，丹麥通過民事結合法案，允許同性伴侶享有和異性伴侶相同的權利，是全球第一個通過類似法案的國家。

## 同性性行為相關法律
丹麥在1933年將同性性行為非刑事化，是第一次世界大戰以來第二個非刑事化同性性行為的國家。1977年，丹麥通過修法，將同性性行為的同意年齡訂為和異性性行為相同的15歲，促成同意年齡平等化。

## 同性伴侶關係
丹麥是全球第一個通過民事結合法案，允許同性伴侶享有和異性戀相同的權利，例如贍養、財務、稅收、移民等民法行為的國家。另外，同性婚姻、女同性戀是否可藉人工授精產子與同性伴侶是否可擁有收養權，是當時丹麥國會的重要議題。

## 同性婚姻
2006年12月，一項由歐洲安格斯列特全球觀察進行的歐盟國家民意調查結果顯示，丹麥民眾對同性婚姻的支持率排名歐盟諸國第3（69%），僅次於荷蘭（82%）和瑞典（71%）。
丹麦是世界上第一个承认同性之间民事结合的国家，但迟迟未承认同性婚姻，因些丹麦国内部分LGBT族群认为这是一种歧视，LGBT人士在丹麦是二等公民。
2012年6月7日丹麦国会投票通过同性婚姻法案，该法案于6月15日生效。丹麦成为全球第11个同性婚姻合法的国家。

## 收養和家庭
自1999年起，同性伴侶可以收養自己伴侶的親生子女，也就是收養繼子女。繼之在2009年3月，丹麥國會允許同性伴侶可擁有共同收養權，並在2010年5月3日正式通過。2006年6月2日，丹麥國會以多數支持廢除禁止女同性戀者以人工授精方式擁有子女的禁令。

## 概況
| 項目                             | 標記 | 年份   |
| -------------------------------- | ---- | ------ |
| 同性性行為非刑事化               | Yes  | 1933年 |
| 同性戀者得合法公開在軍隊服務     | Yes  |        |
| 同意年齡平等化                   | Yes  | 1977年 |
| 同性戀去精神疾病化               | Yes  | 1981年 |
| 反歧視保護適用於所有領域         | Yes  |        |
| 承認事實上存在的同性伴侶關係     | Yes  |        |
| 承認同性伴侶關係                 | Yes  | 1989年 |
| 允許收養繼子女                   | Yes  | 1999年 |
| 允許擁有共同收養權               | No   | 2010年 |
| 允許女同性戀者藉人工授精擁有孩子 | Yes  | 2006年 |
| 同性婚姻                         | Yes  | 2012年 |
| 允許男男性接觸者（MSM）捐血      | No   |        |